# Marudur
Marudur è una suddivisione dell'India, classificata come town panchayat, di 10.205 abitanti, situata nel distretto di Karur, nello stato federato del Tamil Nadu. In base al numero di abitanti la città rientra nella classe IV (da 10.000 a 19.999 persone).

## Geografia fisica
La città è situata a 10° 54' 02 N e 78° 26' 48 E.

## Società

### Evoluzione demografica
Al censimento del 2001 la popolazione di Marudur assommava a 10.205 persone, delle quali 5.044 maschi e 5.161 femmine. I bambini di età inferiore o uguale ai sei anni assommavano a 1.124, dei quali 568 maschi e 556 femmine. Infine, coloro che erano in grado di saper almeno leggere e scrivere erano 6.099, dei quali 3.589 maschi e 2.510 femmine.